# Deutscher Archivtag
Der Deutsche Archivtag ist die zentrale und wichtigste Tagung des deutschen Archivwesens. Er findet in der Regel jährlich statt. Veranstaltet wird der Deutsche Archivtag seit 1949 vom Verband deutscher Archivarinnen und Archivare e.V. (VdA), dem 1946 gegründeten, Archivsparten übergreifenden Fachverband. Nicht zu verwechseln ist der Deutsche Archivtag mit dem Tag der Archive, bei dem sich Archive der Öffentlichkeit vorstellen, noch dem Internationalen Archivtag am 9. Juni, koordiniert vom Internationalen Archivrat. Aufgrund der COVID-19-Pandemie wurden die Archivtage in den Jahren 2020 bis 2022 ausgesetzt.

## Geschichte
1899 fand der erste nationale Kongress in Straßburg statt, nachdem auf einer Tagung des Gesamtvereins der deutschen Geschichts- und Altertumsvereine in Münster der Beschluss zur Gründung einer Vereinigung von Archivaren gefasst worden war. In den folgenden Jahren fanden die Treffen der Archivare unter dem Dach des Gesamtvereins statt.
Seit 1949 wird der Deutsche Archivtag vom VdA ausgerichtet.
Unterbrechungen im jährlichen Veranstaltungsrhythmus gab es u. a. durch Kriegsereignisse oder jüngst durch die Covid19-Pandemie.

## Der Deutsche Archivtag heute
In der Regel wird der Kongress jährlich auf Einladung einer Stadt oder eines Bundeslandes ausgerichtet.
Die Formate der Einzelveranstaltungen sind nicht statisch, sondern werden fortlaufend weiterentwickelt. Aktuell bietet der VdA bei den Deutschen Archivtagen Formate wie Plenarsitzungen und Podiumsdiskussionen als auch Fortbildungsveranstaltungen, Barcamps, World Cafe, Fishbowl-Diskussionen oder Workshops an.
Das Rahmenthema wird vom Gesamtvorstand VdA festgelegt. Mit einem Call for Papers ruft der Gesamtvorstand dazu auf, Vortragsangebote zum Rahmenthema einzureichen. Ein für die Programmgestaltung eingesetzter Programmausschuss stellt dann das Hauptprogramm zusammen. Neben dem Fachprogramm gibt es ein Rahmenprogramm.
Parallel zu den Deutschen Archivtagen findet die Fachmesse ARCHIVISTICA, die größte nationale Messe für Archivwesen in Europa, statt.

## Übersicht
| Nr. | Tagungsort         | Jahr | Datum           | Dauer in Tagen | Tagungsthema |
| --- | ------------------ | ---- | --------------- | -------------- | --- |
| 1.  | Straßburg          | 1899 | 25.9.1899       | 1              | |
| 2.  | Dresden            | 1900 | 24.9.1900       | 1              | |
| 3.  | Düsseldorf         | 1902 | 22.9.1902       | 1              | |
| 4.  | Danzig             | 1904 | 8.8.1904        | 1              | |
| 5.  | Bamberg            | 1905 | 24.9.1905       | 1              | |
| 6.  | Wien               | 1906 | 24.9.1906       | 1              | |
| 7.  | Karlsruhe          | 1907 | 14.9.1907       | 1              | |
| 8.  | Lübeck             | 1908 | 20.–21.9.1908   | 2              | |
| 9.  | Worms              | 1909 | 8.9.1909        | 1              | |
| 10. | Posen              | 1910 | 6.–7.9.1910     | 2              | |
| 11. | Graz               | 1911 | 4.–5.9.1911     | 2              | |
| 12. | Würzburg           | 1912 | 9.–10.9.1912    | 2              | |
| 13. | Breslau            | 1913 | 4.–5.8.1913     | 2              | |
| 14. | Weimar             | 1920 | 27.9.1920       | 1              | |
| 15. | Aachen             | 1922 | 11.9.1922       | 1              | |
| 16. | Münster            | 1924 | 8.9.1924        | 1              | |
| 17. | Regensburg         | 1925 | 31.8.–1.9.1925  | 2              | |
| 18. | Kiel               | 1926 | 16.8.1926       | 1              | |
| 19. | Speyer             | 1927 | 29.–30.8.1927   | 2              | |
| 20. | Danzig             | 1928 | 27.–28.8.1928   | 2              | |
| 21. | Marburg            | 1929 | 8.–9.9.1929     | 2              | |
| 22. | Linz/Wien          | 1930 | 15.–17.9.1930   | 3              | |
| 23. | Stuttgart          | 1932 | 12.9.1932       | 1              | |
| 24. | Königsberg         | 1933 | 3.–4.9.1933     | 2              | |
| 25. | Wiesbaden          | 1934 | 2.–3.9.1934     | 2              | |
| 26. | Karlsruhe          | 1936 | 18.–19.9.1936   | 2              | |
| 27. | Gotha              | 1937 | 22.9.1937       | 1              | |
| 28. | Wiesbaden          | 1949 | 31.5.1949       | 1              | |
| 29. | Landshut           | 1950 | 19.–20.9.1950   | 2              | |
| 30. | Marburg            | 1951 | 12.9.1951       | 1              | |
| 31. | Nürnberg           | 1952 | 6.–7.8.1952     | 2              | |
| 32. | Bremen             | 1953 | 14.–15.9.1953   | 2              | |
| 33. | Goslar             | 1954 | 14.–15.9.1954   | 2              | |
| 34. | Augsburg           | 1955 | 20.–23.9.1955   | 4              | |
| 35. | Koblenz            | 1957 | 10.–13.9.1957   | 4              | Modernes Schriftgut, Kassationsprobleme                                                                                      |
| 36. | Konstanz           | 1958 | 8.–11.9.1958    | 4              | Wirtschaftsgeschichte und Wirtschafts- und Werksarchive                                                                      |
| 37. | Osnabrück          | 1959 | 22.–23.9.1959   | 2              | Karten im Archiv |
| 38. | Essen              | 1960 | 27.–29.9.1960   | 3              | Wandel eines historischen Raumes zu einem Industrierevier und die damit verbundenen soziologischen und archivischen Probleme |
| 39. | Regensburg         | 1961 | 17.–22.9.1961   | 6              | Adels- und Standesarchive |
| 40. | Mannheim           | 1962 | 14.–16.9.1962   | 3              | |
| 41. | Emden/Aurich       | 1963 | 10.–14.9.1963   | 2              | |
| 42. | Aachen             | 1965 | 14.–16.9.1965   | 2              | |
| 43. | Coburg             | 1966 | 8.–11.9.1966    | 2              | |
| 44. | Freiburg           | 1967 | 9.–11.10.1967   | 2              | |
| 45. | Kiel               | 1969 | 15.–18.9.1969   | 2              | Archivarische Öffentlichkeitsarbeit                                                                                          |
| 46. | Ulm                | 1970 | 21.–24.9.1970   | 4              | Methoden archivischer Erschließung und Auswertung                                                                            |
| 47. | Dortmund           | 1971 | 20.–23.9.1971   | 4              | Im Spannungsfeld zwischen Wert und Masse – Grundsätze und Methoden der Schriftguterfassung                                   |
| 48. | Würzburg           | 1973 | 10.–13.9.1973   | 4              | Wandlungen der Verwaltungsorganisation und ihre Auswirkungen auf die Archive                                                 |
| 49. | Braunschweig       | 1974 | 30.9.–2.10.1974 | 3              | Quellen und Quellenkritik. Umgang mit klassischen und neuartigen Formen historischer Forschungsunterlagen                    |
| 50. | Mainz              | 1975 | 15.–19.9.1975   | 5              | Die Archive im Rahmen des Informationswesens. Die EDV im Dienst der Archivarbeit und Forschung                               |
| 51. | Berlin             | 1977 | 19.–22.9.1977   | 4              | Archive – Bibliotheken – Museen                                                                                              |
| 52. | Hamburg            | 1978 | 2.–4.10.1978    | 3              | Neue Fragen der Forschung – neue Anforderungen an die Archive                                                                |
| 53. | Bonn/Bad Godesberg | 1979 | 8.–11.10.1979   | 4              | Normung und Planung im Archivwesen                                                                                           |
| 54. | Heilbronn          | 1981 | 5.–8.10.1981    | 4              | Ausbildungsreform, Nichtschriftliche Archivquellen, Zünfte und Gewerbefreiheit, Forschungsstand und archivische Quellen      |
| 55. | Münster            | 1982 | 4.–6.10.1982    | 3              | Zwischen Schriftgutverwaltung und historischer Forschung. Traditionelle und moderne Elemente im Berufsbild des Archivars     |
| 56. | Saarbrücken        | 1983 | 10.–13.6.1983   | 4              | Grenzüberschreitende Probleme und internationale Aspekte archivischer Arbeit und Zusammenarbeit                              |
| 57. | Hannover           | 1985 | 7.–10.10.1985   | 4              | Rationalisierung im Archivwesen – Möglichkeiten und Grenzen                                                                  |
| 58. | München            | 1986 | 13.–16.10.1986  | 4              | Die Archive in der Informationsgesellschaft – Überlieferungsbildung und archivische Dokumentation im Wandel                  |
| 59. | Frankfurt am Main  | 1987 | 12.–15.10.1987  | 4              | Archive und Wirtschaft – Wirtschaftlichkeit in Archiven                                                                      |
| 60. | Lübeck             | 1989 | 25.–28.9.1989   | 4              | Die Aufgaben der Archive im Wandel. Neues Archivrecht – Neuartiges Archivgut                                                 |
| 61. | Karlsruhe          | 1990 | 1.–4.10.1990    | 4              | Geschichtliche Überlieferung gestalten – erhalten – nutzbar machen                                                           |
| 62. | Aachen             | 1991 | 7.–10.10.1991   | 4              | Archive und historisches Erinnern. Zur Verantwortung des Archivars für die Sicherung und Nutzung geschichtlicher Quellen     |
| 63. | Berlin             | 1992 | 5.–8.10.1992    | 4              | Archive und die deutsche Einheit                                                                                             |
| 64. | Augsburg           | 1993 | 27.–30.9.1993   | 4              | Der Auswertungsauftrag der Archive – Anspruch und Wirklichkeit                                                               |
| 65. | Dresden            | 1994 | 4.–7.10.1994    | 4              | Überlieferungssicherung im Informationszeitalter als öffentliche Aufgabe der Archive                                         |
| 66. | Hamburg            | 1995 | 26.–29.9.1995   | 4              | Archive und Gesellschaft |
| 67. | Darmstadt          | 1996 | 17.–20.9.1996   | 4              | 50 Jahre Verein deutscher Archivare – Bilanz und Perspektiven des Archivwesens in Deutschland                                |
| 68. | Ulm                | 1997 | 23.–26.9.1997   | 4              | Vom Findbuch zum Internet – Erschließung von Archivgut vor neuen Herausforderungen                                           |
| 69. | Münster            | 1998 | 28.9.–2.10.1998 | 5              | Archive im zusammenwachsenden Europa                                                                                         |
| 70. | Weimar             | 1999 | 21.–25.9.1999   | 5              | Archive und Kulturgeschichte                                                                                                 |
| 71. | Nürnberg           | 2000 | 10.–13.10.2000  | 4              | Die Archive am Beginn des 3. Jahrtausends – Archivarbeit zwischen Rationalisierungsdruck und Serviceerwartungen              |
| 72. | Cottbus            | 2001 | 18.–21.9.2001   | 4              | Archive und Herrschaft |
| 73. | Trier              | 2002 | 17.–20.9.2002   | 4              | Archive und Forschung |
| 74. | Chemnitz           | 2003 | 30.9.–3.10.2003 | 4              | Archive im gesellschaftlichen Reformprozess                                                                                  |
| 75. | Stuttgart          | 2005 | 27.–30.10.2005  | 4              | Das deutsche Archivwesen und der Nationalsozialismus                                                                         |
| 76. | Essen              | 2006 | 26.–29.9.2006   | 4              | Archive und Öffentlichkeit                                                                                                   |
| 77. | Mannheim           | 2007 | 25.–28.9.2007   | 4              | Lebendige Erinnerungskultur für die Zukunft                                                                                  |
| 78. | Erfurt             | 2008 | 15.–18.9.2008   | 4              | Für die Zukunft sichern! Bestandserhaltung analoger und digitaler Unterlagen                                                 |
| 79. | Regensburg         | 2009 | 22.–25.9.2009   | 4              | Archive im digitalen Zeitalter                                                                                               |
| 80. | Dresden            | 2010 | 29.9.–2.10.2010 | 4              | Archive unter Dach und Fach. Bau, Logistik, Wirtschaftlichkeit                                                               |
| 81. | Bremen             | 2011 | 21.–24.9.2011   | 4              | Alles was Recht ist. Archivische Fragen – juristische Antworten                                                              |
| 82. | Köln               | 2012 | 26.–29.9.2012   | 4              | Kulturelles Kapital und ökonomisches Potential – Zukunftskonzepte für Archive                                                |
| 83. | Saarbrücken        | 2013 | 25.–28.9.2013   | 4              | Archive ohne Grenzen. Erschließung und Zugang im europäischen und internationalen Kontext                                    |
| 84. | Magdeburg          | 2014 | 24.–27.9.2014   | 4              | Neue Wege ins Archiv – Nutzer, Nutzung, Nutzen                                                                               |
| 85. | Karlsruhe          | 2015 | 30.9.–3.10.2015 | 4              | Transformation ins Digitale                                                                                                  |
| 86. | Koblenz            | 2016 | 28.9.–1.10.2016 | 4              | Kompetent! – Archive in der Wissensgesellschaft                                                                              |
| 87. | Wolfsburg          | 2017 | 27.–30.9.2017   | 4              | Massenakten – Massendaten: Rationalisierung und Automatisierung im Archiv                                                    |
| 88. | Rostock            | 2018 | 25.–28.9.2018   | 4              | Verlässlich, richtig, echt – Demokratie braucht Archive!                                                                     |
| 89. | Suhl               | 2019 | 17.–20.9.2019   | 4              | RECHTsicher – Archive und ihr rechtlicher Rahmen                                                                             |
| 90. | Bielefeld          | 2023 | 26.–28.9.2023   | 3              | Miteinander arbeiten und miteinander reden – Kommunikation rund um das Archiv                                                |
| 91. | Suhl               | 2024 | 8.–10.10.2024   | 3              | Heute, Morgen, Übermorgen – Archive im Fokus                                                                                 |
| 92. | Fulda              | 2025 | 7.–9.10.2025    | 3              | Digitalisate im Archiv. Positionen – Prozesse – Perspektiven                                                                 |

## Tagungsbände
- Archive und Gesellschaft. Referate des 66. Deutschen Archivtags. 25.–29. September 1995 in Hamburg. Veranstaltet vom Verein deutscher Archivare (= Der Archivar. Beiband 1), Siegburg 1997.
- 50 Jahre Verein deutscher Archivare. Bilanz und Perspektiven des Archivwesens in Deutschland. Referate des 67. Deutschen Archivtags und des Internationalen Kolloquiums zum Thema: Die Rolle der archivarischen Fachverbände in der Entwicklung des Berufsstandes. 17.–20. September 1996 in Darmstadt. Veranstaltet vom Verein deutscher Archivare (= Der Archivar. Beiband 2), Siegburg 1998.
- Vom Findbuch zum Internet. Erschließung von Archivgut vor neuen Herausforderungen. Referate des 68. Deutschen Archivtags. 23.–26. September 1997 in Ulm. Veranstaltet vom Verein deutscher Archivare (= Der Archivar. Beiband 3), Siegburg 1998.
- Archive im zusammenwachsenden Europa. Referate des 69. Deutschen Archivtags. 28. September – 2. Oktober 1998 in Münster. Veranstaltet vom Verein deutscher Archivare (= Der Archivar. Beiband 4), Siegburg 2000.
- Archive und Kulturgeschichte. Referate des 70. Deutschen Archivtags. 21.–25. September 1999 in Weimar. Veranstaltet vom Verein deutscher Archivare (= Der Archivar. Beiband 5), Siegburg 2001.
- Die Archive am Beginn des 3. Jahrtausends – Archivarbeit zwischen Rationalisierungsdruck und Serviceerwartungen. Referate des 71. Deutschen Archivtags. 10.–13. Oktober 2000 in Nürnberg. Veranstaltet vom Verein deutscher Archivare (= Der Archivar. Beiband 6), Siegburg 2002.
- Archive und Herrschaft. Referate des 72. Deutschen Archivtags. 18.–21. September 2001 in Cottbus. Veranstaltet vom Verband deutscher Archivarinnen und Archivare (= Der Archivar. Beiband 7), Siegburg 2002.
- Archive und Forschung. Referate des 73. Deutschen Archivtags. 17.–20. September 2002 in Trier. Veranstaltet vom Verband deutscher Archivarinnen und Archivare (= Der Archivar. Beiband 8), Siegburg 2003.
- Archive im gesellschaftlichen Reformprozess. Referate des 74. Deutschen Archivtags 2003 in Chemnitz. Veranstaltet vom Verband deutscher Archivarinnen und Archivare (= Der Archivar. Beiband 9), Siegburg 2004.
- Das deutsche Archivwesen und der Nationalsozialismus. 75. Deutscher Archivtag 2005 in Stuttgart (= Tagungsdokumentationen zum Deutschen Archivtag. Band 10), Essen 2007, ISBN 3-89861-703-3.
- Archive und Öffentlichkeit. 76. Deutscher Archivtag 2006 in Essen (= Tagungsdokumentationen zum Deutschen Archivtag. Band 11), Fulda 2007, ISBN 978-3-9811618-0-9.
- Lebendige Erinnerungskultur für die Zukunft. 77. Deutscher Archivtag 2007 in Mannheim (= Tagungsdokumentationen zum Deutschen Archivtag. Band 12), Fulda 2008, ISBN 978-3-9811618-1-6.
- Für die Zukunft sichern! Bestandserhaltung analoger und digitaler Unterlagen. 78. Deutscher Archivtag 2008 in Erfurt (= Tagungsdokumentationen zum Deutschen Archivtag. Band 13), Fulda 2009, ISBN 978-3-9811618-2-3.
- Archive im digitalen Zeitalter. Überlieferung – Erschließung – Präsentation. 79. Deutscher Archivtag 2009 in Regensburg (= Tagungsdokumentationen zum Deutschen Archivtag. Band 14), Fulda 2010, ISBN 978-3-9811618-3-0.
- Archive unter Dach und Fach. Bau, Logistik, Wirtschaftlichkeit. 80. Deutscher Archivtag in Dresden, bearb. von Heiner Schmitt (= Tagungsdokumentationen zum Deutschen Archivtag. Band 15), Selbstverlag des VdA, Neustadt a.d. Aisch 2011.
- Alles was Recht ist. Archivische Fragen – juristische Antworten. 81. Deutscher Archivtag in Bremen (= Tagungsdokumentationen zum Deutschen Archivtag. Band 16), Fulda 2012, ISBN 978-3-9811618-5-4.
- Kulturelles Kapital und ökonomisches Potential. Zukunftskonzepte für Archive. 82. Deutscher Archivtag in Köln (= Tagungsdokumentationen zum Deutschen Archivtag. Band 17), Fulda 2013, ISBN 978-3-9811618-6-1.
- Archive ohne Grenzen. Erschließung und Zugang im europäischen und internationalen Kontext. 83. Deutscher Archivtag 2013 in Saarbrücken (= Tagungsdokumentationen zum Deutschen Archivtag. Band 18), Fulda 2014, ISBN 978-3-9811618-7-8.
- Neue Wege ins Archiv – Nutzer, Nutzen, Nutzung. 84. Deutscher Archivtag 2014 in Magdeburg (= Tagungsdokumentationen zum Deutschen Archivtag. Band 19), Fulda 2016, ISBN 978-3-9811618-8-5.
- Transformation ins Digitale. 85. Deutscher Archivtag 2015 in Karlsruhe (= Tagungsdokumentationen zum Deutschen Archivtag. Band 20), Fulda 2017, ISBN 978-3-9811618-9-2.
- Kompetent! – Archive in der Wissensgesellschaft. 86. Deutscher Archivtag in Koblenz. Redaktion: Monika Storm in Verbindung mit Eberhard Fritz, Bettina Joergens, Torsten Musial, Maria Rita Sagstetter, Christina Wolf, Selbstverlag des VdA (= Tagungsdokumentationen zum Deutschen Archivtag. Band 21), Fulda 2018, ISBN 978-3-9818504-0-6.
- Massenakten – Massendaten. Rationalisierung und Automatisierung im Archiv. 87. Deutscher Archivtag in Wolfsburg. Redaktion: Klara Deecke und Ewald Grothe in Verbindung mit Ulrike Gutzmann, Hans-Christian Herrmann, Thomas Kübler, Torsten Musial, Raymond Plache, Christina Wolf, Selbstverlag des VdA (= Tagungsdokumentationen zum Deutschen Archivtag. Band 22), Fulda 2018, ISBN 978-3-9818504-1-3.
- Verlässlich, richtig, echt – Demokratie braucht Archive! 88. Deutscher Archivtag in Rostock. Redaktion: Tobias Herrmann in Verbindung mit Jörg-Uwe Fischer, Eberhard Fritz, Bettina Joergens, Torsten Musial, Michael Scholz, Christina Wolf, Selbstverlag des VdA (= Tagungsdokumentationen zum Deutschen Archivtag. Band 23), Fulda 2019, ISBN 978-3-9818504-2-0.
- RECHTsicher – Archive und ihr rechtlicher Rahmen. 89. Deutscher Archivtag in Suhl. Redaktion: Thomas Bardelle und Christian Helbach in Verbindung mit Eberhard Fritz, Ewald Grothe, Ulrike Gutzmann, Bettina Joergens, Michael Scholz, Kristina Starkloff, Selbstverlag des VdA (= Tagungsdokumentationen zum Deutschen Archivtag. Band 24), Fulda 2020, ISBN 978-3-9818504-3-7.